# Niels Krag
Niels Krag, född 1550 i Ribe, död 14 maj 1602, var en dansk historiker, bror till Anders Krag.
Krag blev 1575 magister i Wittenberg och 1588 juris doktor i Frankrike samt 1589 professor (den förste) i historia vid Köpenhamns universitet. Han användes därjämte i diplomatiska beskickningar, bland annat 1593 till Skottland (där han adlades) samt 1598 och 1600 till England. Han utnämndes 1594 till kunglig historiograf. 
Hans skrift De republica lacedæmoniorum (1593) är ett samvetsgrant och för sin tid skickligt utfört arbete; men som historieskrivare hann han utarbeta blott Annales Christiani III (1553-90), vilket verk jämte Stephanius fortsättning utgavs 1737 av Hans Gram och 1776-79 översattes till danska i tre band.